# Erdmann Linde
Erdmann Linde (* 22. Februar 1943 in Dresden) ist ein deutscher Politiker (SPD) und ehemaliger Fernsehfunktionär.

## Leben
Linde machte zunächst die Lehre zum Stahlbauschlosser, ehe er 1967 am Westfalen-Kolleg in Dortmund die Hochschulreife erlangte. Daraufhin begann er Sozialwissenschaften, Pädagogik und Publizistik an der Ruhr-Universität Bochum zu studieren, 1974 beendete er das Studium als Magister Artium. Zu Beginn seiner Studienzeit war er ein Jahr lang Bundesvorsitzender des Sozialdemokratischen Hochschulbundes, danach war er von 1969 bis 1972 Vorsitzender der Jungsozialisten im Bezirk Westliches Westfalen. 1979 wurde er in das erste Europäische Parlament gewählt, aus dem er aber 1981 wieder ausschied, als er zum stellvertretenden Direktor der Volkshochschule Dortmund ernannt wurde; zuvor war er dort Leiter eines Fachbereichs.
Linde gehörte vierzehn Jahre lang dem Rundfunkrat des Westdeutschen Rundfunks an. 1984 wurde er dort eingestellt, er leitete das Dortmunder Kabelpilotprojekt, das einzige in öffentlich-rechtlicher Trägerschaft. Von 1998 an war er Leiter des WDR-Studios Dortmund, bis er am 1. April 2006 in den Ruhestand ging.
Linde ist verheiratet und hat drei Kinder.